# بيت الأسدي (الحيمة الداخلية)

تعديل مصدري - تعديل

بيت الأسدي هي إحدى قرى عزلة الجدعان بمديرية الحيمة الداخلية التابعة لمحافظة صنعاء، بلغ تعداد سكانها 314 نسمة حسب تعداد اليمن لعام 2004.